# 椒鹽

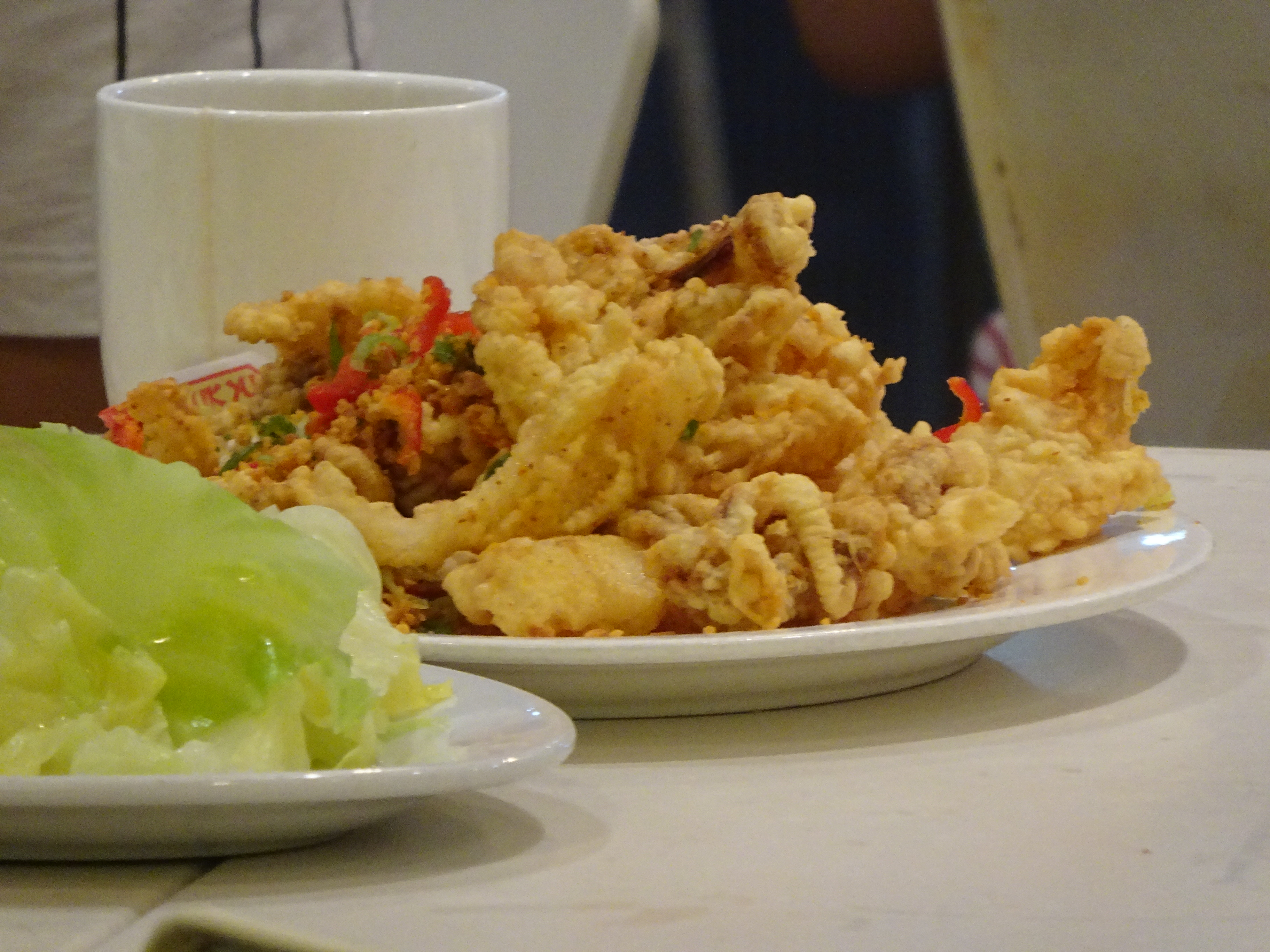
椒鹽魷魚

椒鹽是一種把辣椒、胡椒或花椒，與鹽調配成的複合調味料，這種調味料的配方因世界各地的食材而異，在華南地區多用來製作烤餅，東南亞沿海地區則用來炒海鮮，歐美則用來製作炸雞。